# Classic Rock
Classic Rock — британський журнал, присвячений рок-музиці. Видається медіахолдингом TeamRock, який також випускає журнал Metal Hammer. Основна тематика Classic Rock — матеріали про ключові рок-гурти, засновані з 1960-х до початку 1990-х років. Журнал також включає статті та огляди сучасних та перспективних музикантів, яких вважає гідними згадки як продовжувачів традицій «класичного» року. Задуманий як одноразовий проєкт, Classic Rock став одним з найкращих музичних журналів у Великій Британії, що користується визнанням у читачів та повагою багатьох знаменитих рок-музикантів. Нещодавно журнал випустив у світ сотий номер, і зараз має вищий тираж, ніж New Musical Express.